# Chapagetti
Chapagetti (짜파게티 en Coréen) est une marque de rāmen produite par Nongshim. Elle a été introduite en Corée du Sud le 19 mars 1984. Il s'agit du premier produit de nouilles instantanées s'inspirant du jjajangmyeon ( 짜장麺) en Corée du Sud et c'est la deuxième marque de nouilles instantanées la plus vendue en Corée du Sud, derrière Shin Ramyun. Son nom est un mot-valise formé à partir des mots jajangmyeon (également romanisé en chajangmyŏn) et spaghetti. C'est l'une des marques phares de Nongshim, avec des ventes supérieures à 200 milliards de wons par an .

## Histoire
Chapagetti a été créé en Corée du Sud le 19 mars 1984. Le produit a rapidement gagné en popularité et s'est imposé comme l'une des principales marques de Nongshim, avec des ventes estimées à plus de 200 milliards de wons par an.
En 1986, une version aux crevettes est sortie mais a été abandonnée en raison de ventes médiocres. Le 6 septembre 2004, une nouvelle version : la Sichuan Cuisine Chapagetti (coréen : 사천 ; hanja : 四川 ; RR : Sacheon) a été[Quoi ?]
En avril 2024, à l'occasion du 40e anniversaire de Chapagetti, un magasin éphémère, le Chapagetti Snack Shop a ouvert à Seongsu-dong, à Séoul. Divers événement de dégustations et jeux y ont été organisés.
Un nouveau produit appelé « Chapagetti the Black » a également été lancé à cette occasion pour commémorer l'anniversaire de la marque. Un responsable de Nongshim a décrit le nouveau produit comme ayant « un goût plus moelleux et plus fort tout en réduisant les calories de plus de 20 % avec des nouilles sèches ».

## Dans la culture populaire
Dans le film sud-coréen Parasite, récompensé par un Oscar, un plat nommé chapaguri ( 짜파구리 ) est cuisiné par l'un des personnages. Il s'agit en fait d'un mélange de Chapagetti et Neoguri un autre type de nouilles instantannées produites par Nongshim. La version anglaise du film a nommé ce plat « ram-don », et les séquences du film présentent des paquets étiquetés « ramyeon » et « udon » pour montrer comment le nom a été créé. Nongshim, qui fabrique les deux marques de nouilles, a publié une recette « officielle » de chapaguri sur sa chaîne YouTube.